# Jiří Lukšíček
Jiří Lukšíček (* 16. srpna 1933, Praha) je český politický vězeň a skaut. Je známý pod skautskou přezdívkou Rys.

## Život
Jiří Lukšíček se narodil v roce 1933 v Praze do rodiny železničního úředníka a kuchařky. Vyrůstal na Bohdalci.
Díky kamarádovi Rudovi Probstovi se v roce 1945 přihlásil do Junáka a stal se členem vršovického 100. skautského oddílu. Svou přezdívku Rys získal díky své mrštnosti a obratnosti na oddílové výpravě u Loděnice. V roce 1946 se přestěhoval do Strašnic a navštěvoval tamní 145. oddíl. Jeho otec byl národní socialista a i díky názorům skautských přátel se Lukšíček orientoval protikomunisticky. Po komunistickém převratu v roce 1948 spolu s kamarády z oddílu protestně nevstoupili do Svazu české mládeže a po zrušení skautské organizace roku 1949 se zapojili do činnosti ilegální skautské skupiny, kde pokračovali v běžné skautské činnosti, mj. ve výpravách do okolí Prahy. Kromě toho se v této skupině zapojili do protikomunistické skupiny, kde psali hesla („KSČ vrazi“) a také distribuovali protirežimní letáky („S komunismem nikdy“, „Lidé, probuďte se“). Skupina, napojená na SIO, měla základnu v chatce na Těptíně v Posázaví a ilegálně si opatřila i zbraně, ty však sloužily spíše jako trofeje a morální vzpruha. Se skupinou prováděli v roce 1952 drobné záškodnické akce jako vypuštění pneumatik autobusu milicionářů v Jílovém u Prahy, část skupiny se pokusila zdržet vlak v Kamenném Přívoze. Jelikož se tato akce nepovedla, byl Lukšíček poprvé zadržen, následně byl v březnu 1953 odsouzen na jeden rok vězení (spolu s dalšími šesti obviněnými) za sdružování proti republice a porušování veřejně prospěšných zařízení. Trest nebyl přísnější, protože vyšetřovatelé nenalezli zbraně. Byl vězněn na Pankráci, poté nastoupil do pracovních táborů na Jáchymovsku (Bratrství a Rovnost). Po dvou měsících věznění byl 4. května 1953 na amnestii propuštěn a i poté pokračoval v zakázané skautské činnosti.
V říjnu 1953 Lukšíček nastoupil vojenskou službu u 61. útvaru PTP v Rumburce, na jaře 1954 byl převelen do Hradce Králové a následně tam byl v květnu zatčen podruhé. Byl vyslýchán na Ruzyni, následně byl krátce propuštěn, ale v říjnu 1954 byl opět zatčen. To již vyšetřovatelé StB shromáždili větší množství zbraní a ve vykonstruovaném procesu s fiktivní skautskou odbojovou skupinou vedenou Emanuelem Rackem – Orionem byl Lukšíček (ve 21 letech) odsouzen na 6 let odnětí svobody za velezradu. Trest vykonával v pracovních táborech na Jáchymovsku: nejdříve v táboru Nikolaj, pak na šachtě Eduard a nakonec v táboře Rovnost. Mezi jeho spoluvězni bylo velké množství dalších skautů a společně se vzdělávali. Lukšíček na šachtách pracoval jako dřevič (stavěl výdřevu), v táboře Rovnost byl dlouhou dobu uzavřen v korekci za sebemenší prohřešky; po celou dobu výkonu trestu si mohl s rodinou pouze dopisovat. Byl propuštěn na amnestii v květnu 1960 v době, kdy mu z trestu zbývaly pouhé dva měsíce.
V září 1960 nastoupil opět vojenskou službu u pracovní roty v Olomouci a i po propuštění na svobodu jej sledovala StB. Poté pracoval jako dělník v ČKD Praha, během práce vystudoval průmyslovku a po úspěšné absolvenci vyučoval učně ČKD. V roce 1968 po uvolnění politických poměrů obnovil 233. oddíl 34. skautského střediska Ostříž a oddíl se snažil vést i po zákazu skautské činnosti v roce 1970. Po roce 1970 mu však byla zakázána práce s mládeží a musel opustit i místo vyučujícího učňů, stejně tak mu po čtyřech semestrech nebylo umožněno dokončit studium na Pedagogické fakultě UK. Ještě do roku 1974 vedl ochránce přírody v Berouně, ale po nátlaku StB musel i toto místo opustit. Po roce 1989 znovuzakládal středisko Ostříž, které pak 12 let vedl; byl významným činovníkem a působil i jako člen Rozhodčí a smírčí rady Junáka (RSRJ). Navštěvuje různé skautské besedy, skautské tábory i vzdělávací akce. Jeho manželkou je Helena Lukšíčková a žije na pražské Pankráci.
V roce 2014 obdržel nejvyšší skautské vyznamenání, Řád stříbrného vlka. Roku 2021 mu byla udělena cena Paměti národa. Od roku 2023 je čestným občanem hlavního města Prahy (obdržel Stříbrnou medaili hl. města Prahy) a čestným občanem Prahy 4. K 90. narozeninám Lukšíčkovi věnovali skauti ze 145. oddílu čestnou lavičku. V roce 2024 obdržel od Nadace Krása pomoci ocenění Beauty of Help Award pro osobnosti, které jsou i ve vyšším věku inspirací. 